# Christlich-Soziale Reichspartei
Die Christlich-Soziale Reichspartei (CSRP) war eine linkskatholische Kleinpartei der Weimarer Republik, die sich von 1920 bis ca. 1925 als Christlich-Soziale Partei bezeichnete, dann von 1931 bis 1933 als Arbeiter- und Bauernpartei Deutschlands (ABPD).

## Christlich-Soziale Partei in Bayern
Nach der Novemberrevolution von 1918 bemühte sich die katholische Zentrumspartei, sich der aktuellen politischen Lage anzupassen. Der Arbeiterflügel und die linken Kräfte in der Partei gewannen an Boden. Dies stieß in Bayern auf Ablehnung, so dass sich der bayerische Landesverband des Zentrums unter dem Namen Bayerische Volkspartei (BVP) von der Mutterpartei löste. Dies wiederum lehnten bayerische Linkskatholiken ab. Der Würzburger Vitus Heller, der dort als Sekretär im Volksverein für das katholische Deutschland arbeitete, setzte sich für einen christlichen Sozialismus ein und gründete am 5. September 1920 in Treuchtlingen mit Gesinnungsgenossen die auf Bayern beschränkte Christlich-Soziale Partei. Ab 1921 führte sie den Beinamen „Bayerisches Zentrum“. Heller, mit dessen Person die Geschichte dieser Partei eng verbunden ist, und die neue Partei erhielten eine gewisse finanzielle Unterstützung von Zentrumspolitikern wie Heinrich Brauns, dem langjährigen Leiter des Volksvereins für das katholische Deutschland, dem christlichen Gewerkschaftsführer Adam Stegerwald und dem Repräsentanten des linken Zentrumsflügels, Matthias Erzberger. 1921 wurde Vitus Heller zum Parteivorsitzenden gewählt, der seine politische Haltung in seiner Zeitung Das neue Volk propagierte.
Allerdings konnte sich die neue Partei landesweit kaum Gehör verschaffen und blieb stets im Schatten der übermächtigen BVP. Bei der Landtagswahl 1924 errang die Christlich-Soziale Partei nur ein Mandat für den bei der Jugend beliebten linkskatholischen Schriftsteller Leo Weismantel, welcher der Partei selbst formell nicht angehörte. Dieser schloss sich der Fraktion der Freien Vereinigung an.

## Christlich-Soziale Reichspartei
Aufgrund der Unterstützung des Zentrums für das Kabinett Luther und der Haltung der Partei in der Zoll- und Steuerpolitik löste sich die Christlich-Soziale Partei 1925 vom Zentrum und dehnte sich auf das gesamte Reichsgebiet aus. Auf dem ersten Reichsparteitag im August 1926 in Würzburg wurden Vitus Heller, Carl Kreuzer und Adam Ulrich an die Parteispitze gewählt. Die Ausdehnung auf das gesamte Reichsgebiet schlug sich im neuen Namen der Partei, Christlich-Soziale Reichspartei, nieder.
Im katholischen Milieu machte die CSRP durch ihre massive Agitation für den Volksentscheid zugunsten einer Fürstenenteignung auf sich aufmerksam, der vom Episkopat abgelehnt wurde. Ebenso galt dies für deren Propaganda gegen den Bau eines neuen Typs von Panzerkreuzern. Dabei kam es in vielen Regionen des Reiches zu einer engen Zusammenarbeit zwischen CSRP und der KPD. Die CSRP konnte vor allem unter katholischen Jugendführern viele Sympathisanten und Anhänger finden, so etwa Nikolaus Ehlen. Auch im Friedensbund Deutscher Katholiken gab es Zustimmung für die linkskatholische Partei, dessen 2. Vorsitzender Pater Franziskus Stratmann die Wahl der CSRP propagierte.
Einen bedeutenden Schub erhielt die neue Partei, als sich im November 1926 die von linkskatholischen Arbeitern und Kleinbauern getragene Christlich-Soziale Volksgemeinschaft unter Führung von Franz Hüskes ihr anschloss. Die Vereinigung beider Parteien wurde zum  Januar 1927 gültig. Die Christlich-Soziale Volksgemeinschaft (CSVG) hatte bei der Reichstagswahl Mai 1924 als Linksabsplitterung vom Zentrum im Rheinland, in Westfalen und im Emsland zwar viele Stimmen errungen, aber kein Reichstagsmandat bekommen.
Allerdings schloss sich kein bekannter Vertreter des linken Zentrumsflügels der CSRP an, so dass ihr bekannte Zugpferde fehlten. Die CSRP bekämpfte nun vor allem die Zentrumspartei und deren Politik und näherte sich zunehmend der KPD an, was viele ehemalige Mitglieder der CSVG abstieß. So kehrte etwa Franz Hüskes zum Zentrum zurück und bekämpfte den neuen Kurs der CSRP.
Vitus Heller hoffte auf Stimmen von Zentrumswählern in der katholischen Arbeiterschaft. Spitzenkandidat bei der Reichstagswahl 1928 war der „Siedlervater“, Pazifist und Jugendführer Nikolaus Ehlen aus Velbert. Zwar verlor das Zentrum acht Mandate, doch kamen die Verluste nur zu einem geringen Teil, so im Aachener Raum, der CSRP zugute. Das Auftreten der Partei kostete das Zentrum ein bis zwei Mandate, doch Hauptprofiteure der Verluste waren die SPD und die KPD. Die Erwartungen der CSRP-Führung wurden enttäuscht, die Partei bekam in keinem Wahlkreis oder Wahlkreisverband die erforderlichen 60.000 Stimmen für ein Grundmandat. Viele verließen daraufhin die Partei. Zur Reichstagswahl 1930 schloss sie ein Wahlabkommen mit der Reichspartei für Volksrecht und Aufwertung (Volksrechtpartei). Dadurch stieg die Stimmenzahl der CSRP zwar erheblich, doch wiederum wurde in keinem Wahlkreis die erforderliche Grundstimmenzahl erreicht. Lediglich bei den saarländischen Landtagswahlen (unter dem Namen Christlichsoziale Partei des Saargebietes) 1928 sowie bei Kommunalwahlen in katholischen Gemeinden konnte die CSRP eine Reihe von Mandaten erringen, so beispielsweise in Wiesdorf, wo sie gemeinsam mit der KPD zeitweise die Mehrheit im Gemeinderat stellte.

## Arbeiter- und Bauernpartei Deutschlands
Ab 1930 radikalisierte sich die CSRP und näherte sich immer mehr der KPD an, was sich nicht zuletzt in ihrer immer mehr kommunistische Schlagwörter aufgreifenden Propaganda dokumentierte. Folgerichtig nannte sie sich Ende Januar 1931 in Arbeiter- und Bauernpartei Deutschlands (Christlich-radikale Volksfront) (ABPD) um. Die Partei unter Führung des alten Vorsitzenden Vitus Heller wollte den bestehenden Klassenstaat stürzen, das kapitalistische System beenden und suchte ein Bündnis mit der Sowjetunion und der KPD. Einzig bedeutender Unterschied zur KPD war die Tatsache, dass all dies auf christlicher Grundlage und unter Achtung des religiösen Bekenntnisses geschehen sollte. Bei der Reichstagswahl Juli 1932 wurden jedoch nur noch knapp 14.000 Stimmen für die Partei abgegeben.
Nach der Machtübernahme der NSDAP wurde Ende März 1933 zunächst die Parteizeitung Das neue Volk verboten, ein formales Verbot der ABPD erfolgte am 15. Juli 1933. Etliche bekannte CSRP-Aktivisten, so Vitus Heller, Theo Hespers oder Rupert Huber und Karl Zimmet, die beiden Gründer der Münchner Widerstandsgruppe Antinazistische Deutsche Volksfront, gingen in der NS-Zeit in den Widerstand. Heller selbst gehörte 1945 zu den Gründern der CSU.

## Vorsitzende
1921–1933: Vitus Heller

## Mitglieder
ca. 5000 (1927)

## Parteipresse
- Das Neue Volk (wöchentlich, seit Anfang der 1930er Jahre mit der regelmäßigen Beilage Schaffender Bauer)

Die vermutlich letzte Ausgabe des "Neuen Volks" vom 4. März 1933 nahm unter anderem auf den Reichstagsbrand Bezug.

## Nebenorganisationen
- Christlich-Soziale Jugend Deutschlands (Organ: Die junge Tat)

## Wahlergebnisse

### Reichstag
- Reichstagswahl 1928 110.704 Stimmen (= 0,4 %)
- Reichstagswahl 1930 271.291 Stimmen (= 0,8 %) gemeinsam mit der Reichspartei für Volksrecht und Aufwertung
- Reichstagswahl Juli 1932 13.950 Stimmen (= 0,04 %) in Listenverbindung mit der KPD

### Landesrat des Saargebiets
- Wahl zum dritten Landesrat (1928) – 9.321 Stimmen/1 Mandat (= 3,35 %)
- Wahl zum vierten Landesrat (1932) – 6.491 Stimmen/0 Mandate (= 1,79 %)